# Whistle Down the Wind
Whistle Down the Wind ist ein Musical von Andrew Lloyd Webber (Musik) und Jim Steinman (Texte), basierend auf dem gleichnamigen Film (deutscher Titel: In den Wind gepfiffen) von Bryan Forbes (1961).

## Produktionsgeschichte
Die Welturaufführung des Stückes fand am 12. Dezember 1996 am National Theatre in Washington, D.C. (USA) statt. Auf Grund des Misserfolges dieser Produktion wurden zunächst einmal alle weiteren Pläne für das Musical – einschließlich der für April 1997 geplanten Broadwaypremiere – aufgegeben.
Im Jahre 1998 erschien dann aber ein Konzeptalbum, auf dem namhafte Künstler (u. a. Tom Jones, Meat Loaf, Bonnie Tyler, Boy George und die Everly Brothers) die Songs der Show interpretierten. Der Erfolg dieses Albums, und insbesondere auch der Singleauskopplung No Matter What von Boyzone (ein Nummer-1-Hit in 18 Ländern; die erfolgreichste Musical-Singleauskopplung aller Zeiten), führte dann doch noch zu weiteren Produktionen des Musicals.
Am 1. Juli 1998 fand die West-End-Premiere im Londoner Aldwych Theatre – mit einem neuen Regisseur – statt. Diese Produktion erreichte über eintausend Aufführungen. Es folgten Tournee-Produktionen in Großbritannien und den USA sowie ein West-End-Revival. Im Mai 2018 feierte das Musical Deutschsprachige Erstaufführung im Theater im Neukloster in Wiener Neustadt, Österreich, in einer Übersetzung von Nina Schneider. Diese deutschsprachige Version wurde im April 2019 in Giessen durch die LLG Musical Company aufgeführt.

## Handlung
Das Musical spielt im Jahre 1959: Ein namenloser entflohener Mörder (The Man) wird von einer Gruppe von Kindern in einer Kleinstadt in Louisiana für Jesus Christus gehalten. Während die – streng gläubigen – Erwachsenen des Ortes den Mörder suchen, verstecken die Kinder ihn in einer Scheune. Als das Geheimnis der Kinder herauskommt, zündet der Mörder die Scheune an und verschwindet spurlos. Obwohl auch die Kinder inzwischen an der Identität des angeblichen Christus zweifeln, bleibt für sie die Frage offen, wer er war und ob er zurückkehren wird.

## Musik
1. Akt
- The Vaults of Heaven
- Overture
- I Never Get What I Pray For
- Home by Now
- It Just Doesn’t Get Any Better Than This
- Whistle Down the Wind
- The Vow
- Cold
- Unsettled Scores
- If Only
- Tyre Tracks and Broken Hearts
- Safe Haven
- Long Overdue for a Miracle
- When Children Rule the World
- Annie Christmas*
- No Matter What
- Finale Act 1: No Matter What / When Children Rule the World

2. Akt
- Introduction Act Two
- Try Not to Be Afraid
- A Kiss Is a Terrible Thing to Waste
- If Only (Reprise)
- Charlie Christmas**
- Off Ramp Exit to Paradise**
- Safe Haven (Reprise)
- Wrestle With the Devil
- The Hunt
- Unsettled Scores (Reprise)
- Finale: Whistle Down the Wind / When Children Rule the World

* später ersetzt durch „The Gang“ bzw. „The Tribe“ (Text: Don Black)

** später entfallen

## Sonstiges
Während der Eröffnungszeremonie der Olympischen Winterspiele 1998 in Nagano wurde eine japanische Fassung des Songs When Children Rule the World mit einem 150-köpfigen Kinderchor dargeboten.